# Insane (Gröna Lund)
Insane in Gröna Lund (Stockholm, Schweden) ist eine 4th-Dimension-Stahlachterbahn vom Modell Zac Spin des Herstellers Intamin, die am 25. April 2009 als Tele2 Insane eröffnet wurde. Seit 2010 fährt sie unter dem neuen Namen Insane. Sie ist zurzeit (Stand Oktober 2023) die höchste und längste Achterbahn des Modells weltweit.
Die 250 m lange Strecke erreicht eine Höhe von 36 m. Die einzelnen Wagen erreichen eine Höchstgeschwindigkeit von 60 km/h.
Die Wagen sind so konstruiert, dass sich die Sitze nicht auf der Schiene, sondern links und rechts von der Schiene befinden. Dabei befinden sich pro Seite vier Sitze, wovon jeweils zwei Sitze nebeneinander und die anderen beiden Sitze auf der Rückseite befinden. Die Wagen sind frei vertikal um 360° rotierbar.